# Patricia (chanteuse)
Pour les articles homonymes, voir Patricia.
 (août 2024).
Patricia est une chanteuse française des années 65/80 née en 1951 à Juvisy-sur-Orge.

## Biographie
Patricia est une chanteuse francophone des années 1960. Au début des années 1970, elle a enregistré plusieurs titres sous le nom de Patricia Paulin, avant de revenir à Patricia. Dans les années 1980, elle a chanté sous le nom de Jenny Naska.

## Discographie
Quelques titres
- Quand on est malheureux (écrit par Michel Berger)
- Tous les jours qui passent
- Mes rêves de satin (traduction de Nights in White Satin des Moody Blues)
- Est-ce qu'une fille peut dire je t'aime ? (écrit par Michel Berger)
- Baby jane est renvoyée
- Née de la dernière pluie
- L'amour est pareil à la musique
- Avez-vous déjà vu
- Et je l'oublierai (Michel Berger)

Elle est revenue dans les années 1980 en enregistrant des EP, sur des musiques et paroles de J.C Paulin et Laurent Voulzy
- Notre nuit américaine
- Magic airways